# Château de Beaume
Le château de Beaume est un château situé à Saint-André-en-Vivarais, en France.

## Localisation
Le château est situé sur la commune de Saint-André-en-Vivarais, dans le département français de l'Ardèche.

## Historique
L'édifice est inscrit au titre des monuments historiques en 1974.